# Salazar Moscoso
Bartolomeu Salazar Moscoso, mais conhecido como Salazar Moscoso (Lagos, 9 de Janeiro de 1856 - Santarém, 21 de Outubro de 1933), foi um jornalista, professor e advogado português.

## Biografia

### Nascimento e educação
Nasceu na Freguesia de Santa Maria do município de Lagos, em 9 de Janeiro de 1856, filho de Francisco Salazar Moscoso e de Vitória Rita Baraona da Veiga.
Deslocou-se para Lisboa ainda muito novo, tendo sido educado por uma tia paterna. Frequentou os estudos preparatórios na Escola Académica, e o Curso Superior de Letras.

### Carreira profissional e artística
Já durante os seus anos de estudo, tinha começado a interessar-se pelas letras, tendo procurado a companhia de alguns dos escritores mais talentosos do seu tempo, como Fialho de Almeida, Guilherme de Azevedo, ou Joaquim José de Araújo. Criou e dirigiu, junto com Marcelino Mesquita, o periódico estudantil O Académico, e foi um dos fundadores da Associação dos Jornalistas e Escritores Portugueses Também fez parte da comissão executiva do Centenário de Camões. Filiou-se no Partido Republicano Português, tendo realizado vários discursos e participado em diversas conferências.
Posteriormente, regressou a Lagos, onde se instalou como advogado e solicitador; começou, igualmente, a colaborar na imprensa regional, tendo sido redactor nos periódicos Notícias do Algarve e Pró-Lagos, e director da Folha Democrática Também exerceu como administrador do Concelho de Olhão, e representou a Vila do Bispo como procurador na Junta Geral da região. Junto com José António Bourquin Brak-Lamy. Fundou o primeiro centro republicano no Algarve, e mediou, por diversas vezes, os conflitos que surgiram com a classe operária. Enquanto permaneceu em Lagos, também exerceu como presidente da direcção do Monte Pio Popular Lacobrigense e da Liga Lealdade de Lagos.
Em seguida, foi nomeado como professor interino no Liceu de Faro, mas regressou, poucos anos depois, a Lisboa, onde exerceu como redactor dos periódicos O Dia, Capital, País, e Vanguarda. A convite de Manuel Ribeiro Alegre, torna-se ajudante da Conservatória do Registo Predial, posição que abandona pouco depois para leccionar na Escola Primária Superior. Depois da extinção daquelas escolas, começou a ensinar como professor particular, mas, devido à sua já avançada idade, não conseguiu manter esta ocupação. Em Santarém, colaborou nos periódicos Correio da Extremadura, Jornal de Santarém, Debate, Vale do Tejo, e O Cabaceiro.
Embora fosse um poeta, não chegou a publicar quaisquer livros, tendo a sua obra sido divulgada em vários jornais, e em folhetins. Algumas das suas obras alcançaram um certo êxito, destacando-se uma ode a Mouzinho de Albuquerque, que foi muito popular em Lisboa.
Também foi um ginasta amador, tendo realizado uma exibição de caridade no Circo Price, e um praticante de bilhar, tendo participado em vários campeonatos em Santarém.

### Últimos anos e morte
No final da sua vida, sofreu de dificuldades financeiras, tendo os seus amigos chegado a realizar um espectáculo em seu benefício, no Teatro Sá da Bandeira, poucos meses antes do seu falecimento. Morreu em Santarém, no dia 21 de Outubro de 1933, tendo sido sepultado naquela cidade; para pagar as despesas do seu funeral, foi feita uma subscrição pública, por trabalhadores da imprensa.

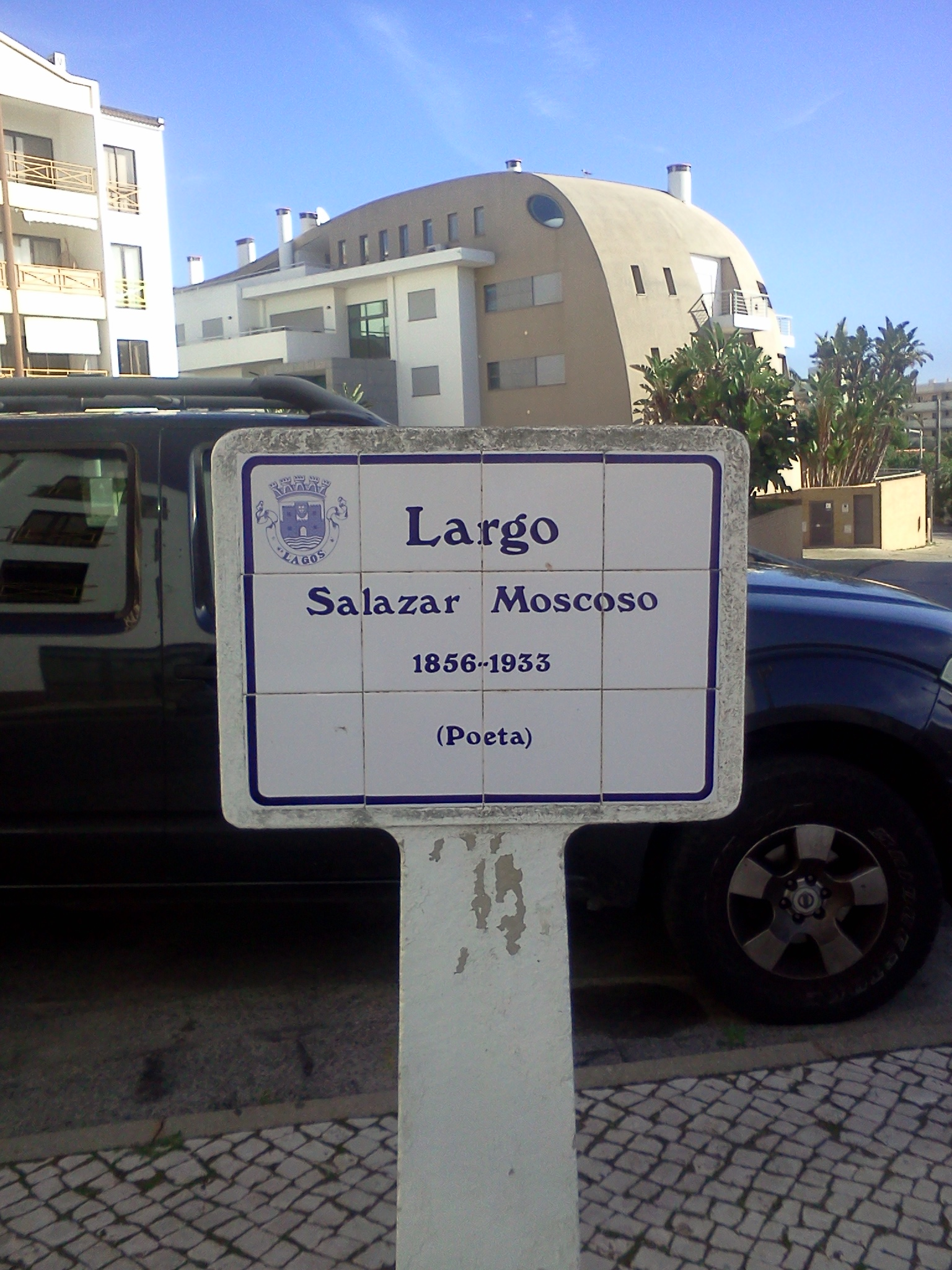
Placa toponímica da Rua Salazar Moscoso, em Lagos.

## Homenagens
Em 14 de Maio de 1997, a Câmara Municipal de Lagos colocou o nome de Salazar Moscoso num largo do concelho.